# Courcelles-sur-Seine
Courcelles-sur-Seine je francouzská obec v departementu Eure v regionu Normandie. Leží na pravém břehu řeky Seiny. V roce 2010 zde žilo 1 731 obyvatel.

## Vývoj počtu obyvatel
Počet obyvatel 